# Niède Guidon
Niède Guidon   (Jaú, 12 de març de 1933 - São Raimundo Nonato, 4 de juny de 2025) fou una arqueòloga brasilera, coneguda per la seva tasca al capdavant del Parc Nacional de la Serra da Capivara, a l'estat de Piauí.

## Estudis
Llicenciada en història natural per la Universitat de São Paulo, treballava en el Museu Paulista, quan al 1963 conegué el jaciment arqueològic de São Raimundo Nonato a Piauí. S'especialitzà en arqueologia prehistòrica en La Sorbona i obtingué el doctorat a la Universitat de París I.

## Parc Nacional de la Serra de Capivara
Des del 1973 treballà en la Missió Arqueològica Francobrasilera, a Piauí. El 1978 sol·licità al govern brasiler la creació del Parc Nacional de la Serra da Capivara, creat definitivament el 1990, al territori on consolidà les seues recerques arqueològiques durant tres dècades. Des del 1988 fou patrocinada per l'IBAMA (Institut Brasiler del Medi ambient i dels Recursos Naturals Renovables), que el 1991 la designà coordinadora del Pla de Maneig del Parc, el qual efectuà amb la participació activa de les comunitats de la zona. Niède n'esdevingué responsable de preservació, desenvolupament i administració.
Ha estat la cap d'arqueologia d'aquest parc, on ella i els seus col·legues han descobert uns 800 llocs prehistòrics relacionats amb les possibles primeres ocupacions humanes a Sud-amèrica. Aquest parc és una àrea protegida per la Unesco.

## Contribucions
Les seues contribucions a l'arqueologia i a la comunitat brasilera són àmpliament reconegudes. Les seues excavacions i troballes la feren partidària de la teoria del poblament primerenc d'Amèrica. El 1986 va publicar un article en la revista Nature, en què sosté haver descobert al lloc de Pedra Furada objectes fabricats per l'ésser humà que podrien tenir 32.000 anys. L'antiguitat i la fabricació humana (artefactes) o natural (geofactes) dels objectes trobats ha estat objecte d'una intensa polèmica en què han participat molts experts. D'altra banda, el seu equip d'arqueòlegs va prendre 35.000 imatges que s'han publicat en revistes, llibres i vídeos.
Niède considerava que les possibilitats de preservació dels jaciments arqueològics serien mínimes si la població local no estiguera informada sobre el que signifiquen per al país i per a la humanitat. Per això creà al 1986 la Fundació del Museu de l'Americà amb l'objectiu de fomentar l'educació i la participació de les comunitats locals, basada en nombrosos centres de base que ofereixen serveis públics, atenció mèdica i educació sobre ecologia, prehistòria, conservació i restauració de jaciments arqueològics. Aquesta fundació té des de 2002 un conveni amb l'IBAMA per a la gestió del parc. També ha treballat en projectes per construir o ampliar escoles. El seu esforç per conservar el Parc Nacional Serra de Capivara ha reeixit, tot i que recentment ha estat amenaçada en represàlia per la prohibició de la caça comercial.
També ajudà a fundar i consolidar una empresa per produir i comercialitzar ceràmiques (Grupo Cerâmica Artesanal Serra da Capivara) que s'ha convertit en una empresa de dones que a més contribueix al benestar dels xiquets.
El 2005, Niède rebé el premi Príncep Claus, que s'atorga a persones o organitzacions que han proporcionat més esperances d'un futur millor. Es jubilà al 2006, a l'edat de 73 anys, però continuà dirigint excavacions i treballant pel desenvolupament integral del Brasil.